# Domald Sidraški
Domald Sidraški je bil vpliven dalmatinski plemič, * okrog 1160, † okrog 1243.
V zgodnjem 13. stoletju je posedoval  Cetino, Klis, Šibenik, Split in nekaj drugih dalmatinskih mest. Bil je v sporu s Šubići, ki so s pomočjo ogrskega kralja Andreja II.  leta 1223 zasegli njegove posesti. 

## Življenje
Rojen je bil okrog leta 1160 kot sin župana (grofa) Klisa.  Po mnenju zgodovinarja J.V.A. Finea je bil najverjetneje iz družine Kačić. Razen Šibenika in Klisa je posedoval ozemlje med Zadrom, reko Krko in Jadranskim morjem.
Meščani Splita so ga leta 1209 izvolili za svojega kneza. Še isto leto je osvojil Zadar, ki je bil od leta 1202 v posesti Benečanov. Hvaležni meščani so ga zato izvolili za svojega grofa. Njegova oblast v Zadru je bila kratkotrajna: ko se je Zadru leta 1210 približalo beneško ladjevje, je mesto brez odpora priznalo beneško suverenost. Tega leta ga je ogrski kralj Andrej II. imenoval za cetinskega župana (grofa).
Meščani Splita so ga leta 1221 izgnali iz mesta in namesto njega za kneza izvolili Visana Zvonigraškega. Njegova izvolitev je sprožila spor med Domaldom in Šubići. V spor je na strani  Domaldovih nasprotnikov   leta 1224 posegel Andrejev sin in dalmatinski guverner vojvoda  Béla, ki je oblegal in osvojil trdnjavo Klis.   Domald se je moral odpovedati svojim posestim, katera je kralj razdelil med Domaldove nasprotnike.
Umrl je leta 1243.